# Haripur (Pakistan)
Haripur (in urdu ہری پور) è una città del Pakistan, situata nella provincia del Khyber Pakhtunkhwa.